# Дуже епічне кіно
«Дуже епічне кіно» (англ. «Epic Movie») — американська кінопародія 2007 року, зроблена в стилі серії фільмів «Дуже страшне кіно» і «Супергеройське кіно».

## Сюжет
Люсі, одна з чотирьох сиріт, працює в музеї. Вона стає свідком смерті Жака Соньера («Код да Вінчі»). Після того як вона не може розгадати «код» у вмираючого куратора, Соньер танцями побуквенно зображає для неї «да Вінчі». На Люсі починає полювання зловісний темношкірий монах-альбінос Сайлас, який абсурдно довго біжить за жертвою. Люсі прямує до «Мони Лізи» і це приводить її до торгового автомата, що продає шоколадки. Монах тараниться в автомат, коли в Люсі зламався каблук, і вона дістає шоколадку. В обгортці лежить Золотий квиток, що запрошує її на «епічну пригоду» (пародія на «Чарлі та шоколадна фабрика»).
Едвард, теж сирота, працює в мексиканському монастирському сиротинцю (пародія на «Суперначо»). Едвард — найстарший в монастирі і вирішує стати реслером після того, як стає не в силі терпіти куховарство монаха Начо (а саме — мертву кішку). Між Едвардом і Начо стається бійка, внаслідок якої Едвард випадає з вікна. Проїжджаючи по столу, він зауважує як один з монахів дістає Золотий квиток із шоколадної обгортки, та відбирає квиток.
Сюзан, також сирота, летить на літаку до своїх нових названих батьків, Бреда Пітта й Анджеліни Джолі. Вона просить склянку води у стюардеси, але з графина випадає змія замість води (пародія на «Зміїний політ»). Тут же, інші пасажири виявляють змій повсюди. У салоні з'являється персонаж подібний на Семюела Джексона і починає повторювати «чергову фразу» — «Мене задовбали ці чортові змії на цьому чортової літаку!». Він пояснює, що всі блогери повторюють одне й теж, і він робитиме так само. Після чого хапає Сюзан і викидає її з літака. На землі в той момент проходить Періс Гілтон, і тут на неї падає Сюзан. Сюзан забирає Золотий квиток з сумочки Періс.
Останній з сиріт, Пітер — мутант з надлюдськими спроможностями, що навчається у «Академії мутантів» (пародія на «Люди Ікс»). Йому подобається здатна змінювати вигляд Містік, яку він просить піти з ним на шкільні танці. Вона відмовляється, і до неї підходять Росомаха, Шторм, Роуг і Циклоп. Ревнивий Росомаха випускає свої металеві пазурі й загрозливо підходить до Пітера. Решта мутантів провокують Пітера на бійку. Пітер вагається і готується зняти верхній одяг, щоб показати свою суперсилу. Раптово, у нього на спині з'являються курячі крильця. Інші мутанти починають сміятися над ним, але потім підходить директор школи — Магнето. Він відганяє Пітера, але потім використовує свою здатність, щоб відкрити металеву шафу та вдарити її дверцятами Пітера в обличчя. Всі Люди Ікс сміються і йдуть, а на Пітера падає з шафи шоколадка, в якій він знаходить Золотий квиток.
Усі четверо сиріт зустрічаються на шоколадній фабриці «Віллі». Едвард біжить їсти шоколад з шоколадної річки, та це виявляється каналізація. Власник фабрики, Віллі, розповідає, що таємним інгредієнтом в його шоколаді є людські органи. Потім він і його помічники-коротуни забирають у сиріт якісь частини тіла (серце Люсі, яєчка Едварда, зуб Пітера і голову Сюзан; з незрозумілої причини, в наступному кадрі все у них на місці). Віллі потім ставить своє клеймо на тілі Пітера і кидає їх усіх до однієї кімнати.
Усі четверо сидять в кімнаті, понурі, та сваряться. Вони чують наближення Віллі й ховаються. Люсі в одній з кімнат виявляє шафу (пародія на «Хроніки Нарнії: Лев, чаклунка та шафа»). Спершу з шафи вивалюється купа мотлоху, потім звідти ж вибігає оголена блондинка. Люсі заходить в шафу і виявляє засніжену Гнарнію. Лизнувши холодний стовп, Люсі приморожується до нього, та дівчину рятує фавн Тумос. Він запрошує її в свій будинок, оформлений у стилі шоу «MTV Cribs». Але потім Люсі дарує йому свій носовичок, і фавн кається, що заманив її в пастку. Тумос виганяє Люсі і дає їй на прощання одноразову відеокамеру, що відтворює запис про соціополітичну ситуацію в Гнарнії (пародія на «Місія нездійсненна 3»).
Едвард також знаходить шафу і зустрічається з королевою Гнарнії, Білою падлюкою, і не може відірвати очі від її бюсту. Вона пропонує йому стати її королем, просячи привести інших сиріт, щоб вони стали його слугами. Сюзан і Пітер прибувають в Гнарнію і зустрічають Люсі й Едварда. Незважаючи на передчуття Едварда, всі йдуть до будинку містера Тумоса. Але весь будинок зруйновано, а балакучий бобер Гаррі представляється гомосексуальним партнером Тумоса. Гаррі розповідає сиротам, що Біла падлюка заарештувала Тумоса, бо той захистив Люсі. Він також каже, що всі вони є героями, особливо Пітер, який тут же починає мріяти що він — Супермен (пародія на «Повернення Супермена»). Як каже бобер, докази до розгадки знаходяться навколо. Едвард тихцем тікає, а інші знаходять картину «Таємна вечеря», на якій намальовані всі четверо сиріт. Гаррі розповідає їм, що всі вони — брати і сестри, батьків яких убила Біла падлюка, а справжній король Гнарнії на ім'я Лев Асло керує повстанцями.
Тим часом, Едвард прибуває в замок Білої падлюки і розуміє, що вона лише хотіла дістати всіх сиріт та що він — їхній брат. Він відмовляється розповісти її де вони, але Біла падлюка показує йому свою оголені груди, і він у напівдрімоті розбалакує все. Потім з'являється Ештон Катчер, ведучий телешоу «Punk'd», і Едвард потрапляє в камеру ув'язнення.
Знаючи про зраду Едварда, Люсі, Сюзан і Пітер повинні забратися з дому Тумоса. На вулиці, вони зустрічаються з фавном, який цілується з бобром. Гаррі отримує SMS, що Біла падлюка добула зброю масового ураження, кристал, який вибухне через 24 години, створивши новий континент (гном-слуга Білої падлюки зауважує, що її план нагадує сюжет «Повернення Супермена»). З'являється Сайлас, і Тупус говорить іншим, щоб покинули його. Люсі і Сюзан не хоча залишати його самого, але боягузливий Пітер змушує їх тікати. Пітер не дає їм повернутися навіть після криків Тумоса про допомогу, коли його підстрелив Сайлас.
Бобер посилає їх до школи магів, де їх зустрічає сивий Гаррі Поттер разом з лисіючим Роном та знудженою вагітною Герміоною. Вони допомагають трьом сиротам тренуватися для війни. Ті не помічають як убивають під час тренування викладачів школи. Едвард намагається вибратися з в'язниці, але потім зустрічає свого сусіда по камері — капітана Джека Голубця («Пірати Карибського моря»). Джек дістає ніж і штрикає Едварда в живіт з криками «Допоможіть!». З прибуттям стражників, Джек б'є їх тілом Едварда. Джек і поранений Едвард потім тікають.
На кораблі Джека, Едварду цікаве життя пірата. Джек і його екіпаж починають співати і танцювати, після чого Едвард розповідає Джеку, що його брат і сестри йдуть на зустріч з Асло. З'являється Біла падлюка і платить Джеку за роботу. Едвард розуміє, що його ошукали, коли Джек показує, що його корабель насправді — атракціон. Біла падлюка вбиває Джека, але Едвард хапає її кристал, однак, впускає його в море. Люсі, Сюзан і Пітер спрямовуються до табору Асло. Там вони зустрічають Джеймса Бонда, Чубакку і Бората. Зустрівшись з Асло, їм доводиться платити за допомогу у звільненні Едварда груповухою. Асло звільняє Едварда і вбиває Сайласа, але його потім вбиває Біла падлюка.
Гаррі розповідає сиротам що Асло мертвий, але весь табір погоджується допомогти їм битися проти Білої падлюки. Також з'являються персонажі «Володаря перснів» і Люди Ікс зі школи Пітера. Пітер оголошує вечірку напередодні битви. Сюзан, Едвард і Люсі починають змагання з пиття пива, а Пітер займається сексом з Містік, яка на його прохання збільшила свій бюст і зад, а потім — зробила собі єдину брову і жирні руки, що Містік неохоче виконує.
На ранок, сироти бачать, що їм ніхто не прийшов на допомогу, після того, як Сюзан вирвало на всіх після розпиття пива. У Пітера при вигляді армії Білої падлюки починається напад боягузтва, але він відриває свої крила і готується битися. Потім з'являється живий Джек Голубець на величезному водяному колесі. Біла падлюка одягає свою маску Дейві Джонса, чим відволікає Джека. Армія Білої падлюки починає бігти на сиріт, а разом з ними — загін імперських штурмовиків («Зоряні війни»). Сироти героїчно біжать на ворога, і всі, крім Пітера, отримують смертельні рани. Пітер якимось чином знаходить синій пульт керування («Клік: з пультом по життю») і зупиняє ворогів. Іншою кнопкою він лікує рани брата й сестер, і вони потім починають, радіючи, вбивати армію Білої падлюки.
Залишається лише сама Біла падлюка. Пітер зупиняє сиріт, даючи їм лекцію про те як Гнарнія буде демократичною країною, і що Біла падлюка отримає справедливий суд. Його перериває колесо Джека, яке розчавлює Білу падлюку. Сироти стають правителями Гнарнії: Пітер Героїчний, Сюзан Справедлива, Едвард Вірний і Люсі Безмізка. Постарілі, вони знову виявляють шафу і потрапляють назад на фабрику Віллі, де їх чекає Борат. Він вітає їх зі щасливим кінцем, але його перериває Джек на своєму колесі, що розчавлює сиріт. Борат каже своє фірмове «Ні!», і починаються титри.
Під час титрів демонструються невдалі дублі зі зйомок (як у фільмах з Джекі Чаном).

## Пародії
- Код да Вінчі
- Суперначо
- Зміїний політ
- Люди Ікс: Остання битва
- Чарлі і шоколадна фабрика
- Хроніки Нарнії: Лев, Чаклунка та шафа
- Пірати Карибського моря: Скриня мерця
- Клік: з пультом по життю
- Гаррі Поттер (серія фільмів)
- Повернення Супермена
- Борат: культурні дослідження Америки на користь славної держави Казахстан
- Людина зі шрамом
- Зоряні війни
- Гарольд і Кумар йдуть у відрив
- Казино «Рояль»
- Форсаж 3: Токійський дрифт
- Місія нездійсненна 3
- Американський пиріг
- Півфест
- Талладегські ночі: Балада про Ріккі Боббі
- Володар перснів
- Монті Пайтон і Священний Грааль
- V означає Вендетта

## У ролях
- Кел Пенн — Едвард
- Дженніфер Кулідж — Біла Падлюка
- Адам Кемпбелл — Пітер
- Фаун А. Чемберс — Сюзан
- Джейма Мейс — Люсі
- Кевін Гарт — Сайлас
- Фред Віллард — Лев Асло
- Кармен Електра — Містік
- Тоні Кокс — Боб
- Гектор Хіменез — містер Тумос
- Катті Уільямс — Гаррі Бобер
- Денні Джекобс — Борат
- Девід Лер — Ештон Катчер
- Скотт Л. Шварц — Гегрід
- Кевін Макдональд — Гаррі Поттер
- Кріста Фленеган — Герміона Грейнджер
- Джордж Альварез — Рон Візлі
- Мішель Місті Ленг — блондинка
- Лорен Конрад — грає саму себе
- Кріспін Гловер — Віллі
- Даррелл Хаммонд — капітан Джек Голубець (в оригіналі Джек Свалловс, тобто, Джек Ковтун)
- Джим Піддок — Магнето
- Девід Керрадайн — Жак Соньєр

## Сприйняття
На Rotten Tomatoes «Дуже епічне кіно» має рейтинг схвалення 2 % на основі 66 відгуків і середню оцінку 2,8/10. Консенсус критиків на сайті підсумовує: «Груба комедія, де немає нічого нового чи проникливого, щоб сказати про теми, які вона сатиризує». На Metacritic фільм отримав 17 зі 100 балів на основі 17 критиків, що вказує на «переважне несхвалення».
Згідно з рецензією газети «The New York Times», гумор «Дуже епічного кіно» грубий і смішний лише місцями, зведений до «найнижчого поп-культурного знаменника». На щастя, фільм триває недовго та принаймні має непогану музику.
«The Guardian» зауважила: «режисери чомусь забули, що сатира — це не лише імітація сцен із останніх хітових фільмів». «Дуже страшні фільми», натхненні фільмами «Крик», по суті, є пародіями в стилі «Аероплана!», «Голого пістолета», «Цілком таємно!» і «Гарячі постріли!», але останні були справді смішні.
Сайт SF Gate виніс вердикт: «Дуже епічне кіно» позбавлений будь-чого, що нагадує дотепність чи натхнення, це фільм-сатира від людей, які не мають жодного уявлення про те, як працюють сатири та що робить їх смішними. Фільм просто відтворює сцени з різних творів, ставлячи персонажів у невідповідні ситуації. Сатира вказує на істини, що залишилися непоміченими, і глядачі сміються над несподіваним розкриттям правди. «Дуже епічне кіно» нічого цього не робить.

## Касові збори
Попри негативні відгуки критиків, фільм заробив $18,6 млн за перші вихідні показу. До 8 травня 2007, фільм заробив 83,58 млн, 39,7 з яких — у США, роблячи фільм черговим хітом у серії «(жанр) кіно».
Під час показу в Україні, що розпочався 29 березня 2007 року, протягом перших вихідних фільм зібрав $78 тис. і посів 3 місце в кінопрокаті того тижня. Фільм опустився на сьому сходинку українського кінопрокату наступного тижня і зібрав за ті вихідні ще $20 тис. Загалом фільм в кінопрокаті України пробув 3 тижні і зібрав $150 тис., посівши 84 місце серед найбільш касових фільмів 2007 року.

## Цікаві факти
- Кріспін Гловер був імовірним кандидатом на роль Віллі Вонки у фільмі «Чарлі і шоколадна фабрика».
- У фільмі пародіюється два персонажі, яких зіграв Джонні Депп: Віллі Вонка та Джек Горобець.
- Перша репліка Едварда при вигляді Білої падлюки, є відсиланням на фільм «Американський пиріг», в якому зіграла Дженніфер Кулідж.
- Також, при вигляді Білого замку (який виглядає як ресторан), Едвард говорить, що йому це місце знайоме. Кел Пенн до цього зіграв у фільмі «Гарольд і Кумар йдуть у відрив», де головною метою героїв є пообідати в ресторані «Білий замок».
- У екрані ноутбука Білої падлюки зазначено, що вона любить слухати групу Fall Out Boy.
- На возі Білої падлюки на місці номера стоїть напис: «Gnarnia Drift», що є явною пародією на «Токійський Дрифт».